# 上原希美子
上原希美子（日语：上原 きみ子，1946年4月25日—），日本漫畫家，著有《親親我的寶貝》等作品。

## 經歷
岐阜縣出身。1965年以貸本漫畫出道。1968年開始轉向在一般少女向漫畫雜誌上連載。
1990年以芭蕾題材的漫畫《瑪麗》系列獲得第35屆小學館漫畫賞的兒童向部門賞。

## 筆名
本名金田君子，婚後改姓村上。在貸本漫畫時期使用本名，1968年於一般雜誌上開始以之名發表作品，1969年將改為平假名，1990年開始在淑女向雜誌連載後又將改為。